# Великий смог

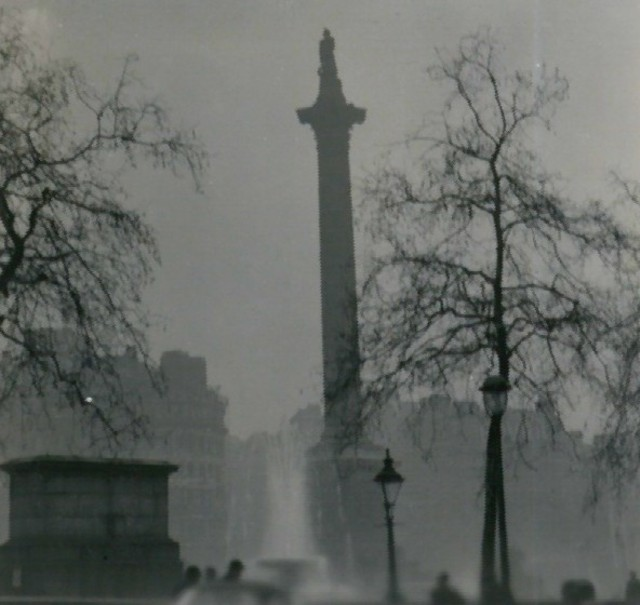
Колона Нельсона під час Великого смогу 1952 року.

Вели́кий смог (англ. Great Smog) огорнув Лондон 5 грудня 1952 року і розвіявся тільки до 9 грудня. Ця подія стала справжньою екологічною катастрофою, в результаті якої загинуло 12000 людей. Вважається, що Великий смог став  відправною точкою сучасного природоохоронного (екологічного) руху.
На початку грудня 1952 року  холодний туман опустився на Лондон. Через холод містяни стали використовувати для опалення вугілля в більшій кількості, ніж зазвичай. Приблизно до цього ж часу завершився процес заміни міського електротранспорту  (трамваїв) на автобуси з дизельним двигуном. Замкнені більш важким шаром холодного повітря, продукти згорання  у повітрі в лічені дні досягли надзвичайної концентрації. Туман був таким густим, що перешкоджав руху автомобілів. Були скасовані концерти, припинена демонстрація кінофільмів, оскільки смог легко проникав всередину приміщень. Глядачі іноді просто не бачили сцену або екран.
Спочатку реакція містян була спокійною, оскільки в Лондоні тумани не рідкість. Однак, у наступні тижні статистичні дані, зібрані медичними службами міста, виявили смертоносний характер лиха - кількість смертей серед немовлят, старих і страждаючих респіраторними захворюваннями досягла чотирьох тисяч людей. Ще близько восьми тисяч чоловік померло в наступні тижні та місяці.

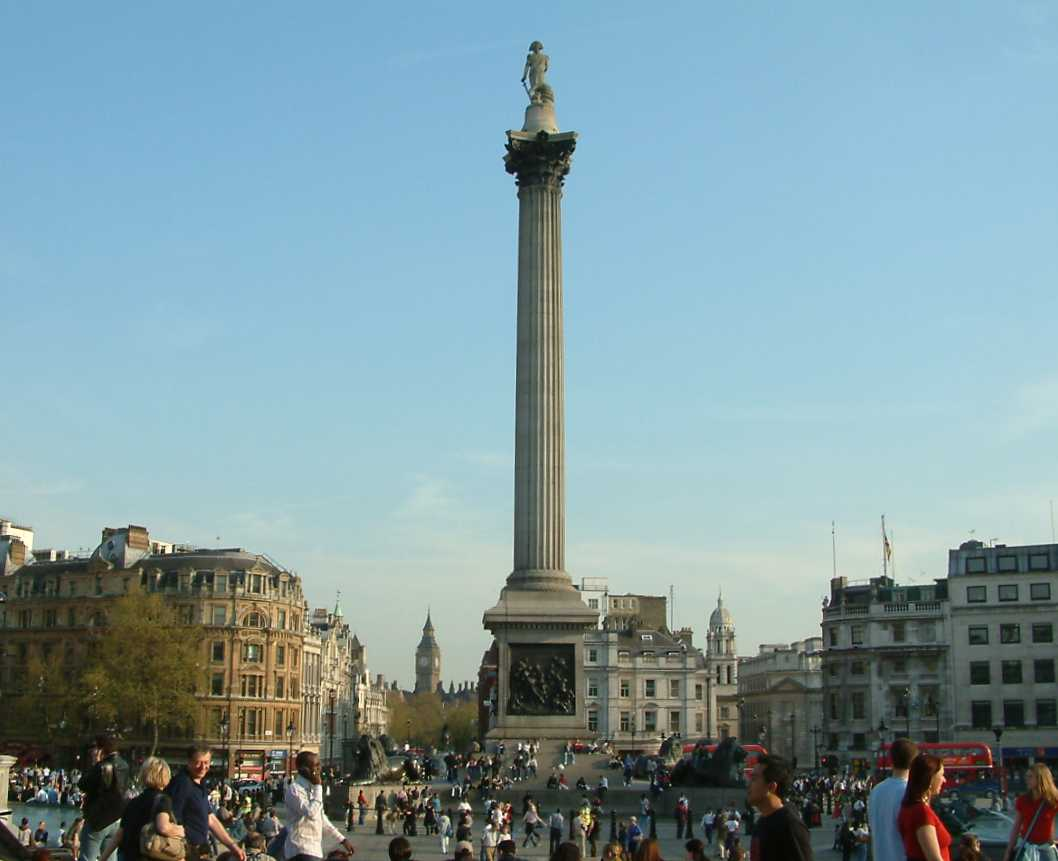
Трафальгарська площа і Колона Нельсона в ясний день.

Шок, викликаний цим жорстоким уроком, змусив людей змінити своє ставлення до забруднення повітря. Лихо з усією очевидністю продемонструвало людям в усьому світі, що ця проблема є безпосередньою загрозою для  життя людей. Були прийняті нові екологічні стандарти, спрямовані на обмеження використання брудних видів палива в промисловості і на заборону сажевмісних  вихлопних газів. Серед вжитих заходів - введення в дію Закону «Про чисте повітря» (редакції від 1956 і 1968 років) і аналогічного Закону міста Лондона (1954 р.).